# Tazovský poloostrov
Tazovský poloostrov (rusky Тазовский полуостров) je poloostrov na severu Západosibiřské roviny, mezi Obským zálivem na západě a Tazovskou zátokou na východě v Jamalsko-něneckém autonomním okruhu Ruské federace.

## Geografie
Délka poloostrova je přibližně 200 km, průměrná šířka je 100 km. Povrch je poměrně plochý, maximální výška poloostrova je do 90 metrů. Povrch je mírně nakloněný směrem na východ k Tazovské zátoce, na západě končí velkými útesy nad Obským zálivem. V severní části dosahuje poloostrov maximální výšky 89 metrů nad mořem.
Největší řekou na poloostrově je Pojlovojacha, která pramení v jižní části poloostrova a ústí do Tazovské zátoky. Největšími jezery na poloostrově jsou Sor (na severu) a Pyemelto (na severovýchodě).
Nejzápadnějším bodem poloostrova je mys Parusny, na severozápadě se nachází mys Krugly a na severovýchodě mys Povorotny.
Na poloostrově je tundrová keřovitá vegetace a zakrslé břízy.

## Hospodářský význam
Na poloostrově jsou velká ložiska plynu, včetně Jamburgského plynového pole. Rozsáhlá těžba zemního plynu se provádí zejména v jižní části poloostrova. Průzkumné práce začali v roce 1980.
Na jihozápadě poloostrova se nachází těžařská osada Jamburg. Do obce vede železnice a silnice z Nového Urengoje. V blízkosti Jamburgu se nachází letiště.
Administrativně spadá poloostrov do Jamalsko-něneckého autonomního okruhu.